# قلعه کنت میراسول
قلعه کنت میراسول، همچنین به عنوان قلعه ویکس شناخته می‌شود، قلعه‌ای است که در سال ۱۸۴۵ در شهر ایزابل سگوندا در ویکس، شهری در جزیره پورتوریکو ساخته شده‌است. در سال ۱۹۹۱، این قلعه توسط مؤسسه فرهنگ پورتوریکو بازسازی شد. این سازه موزه هنر و تاریخ ویک و آرشیو تاریخی شهر ویکس را در خود جای داده‌است که مجموعه گسترده‌ای از اسناد مربوط به تاریخ این شهر است. این قلعه در سال ۱۹۷۷ در فهرست ملی اماکن تاریخی ثبت گردید.

## نگارخانه

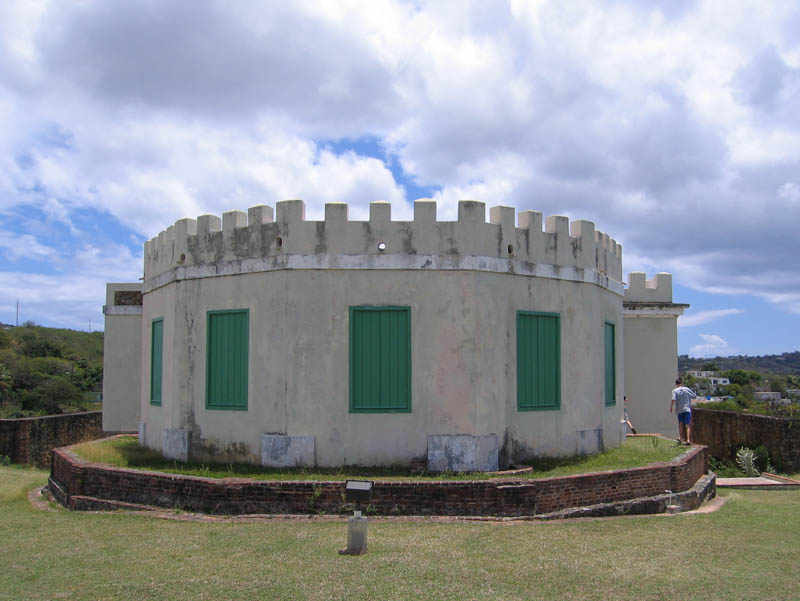
ساختمان اصلی
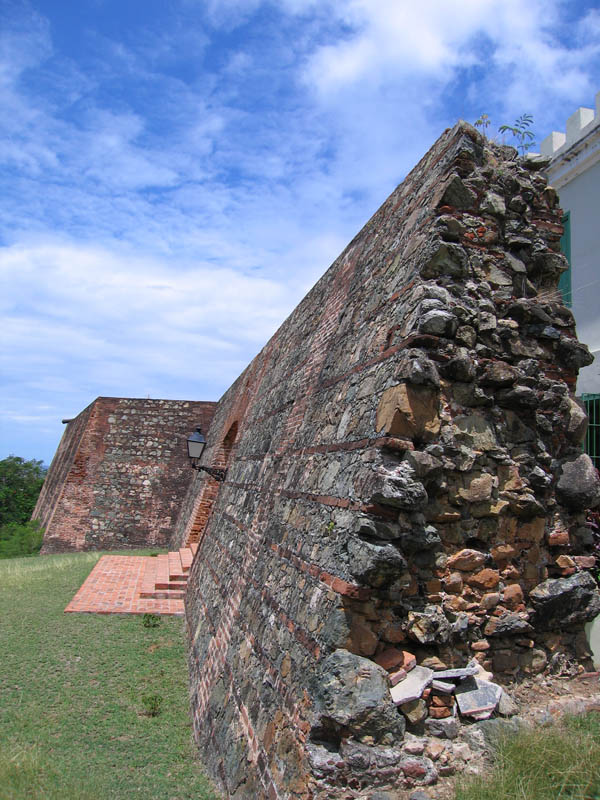
دیوار ناتمام
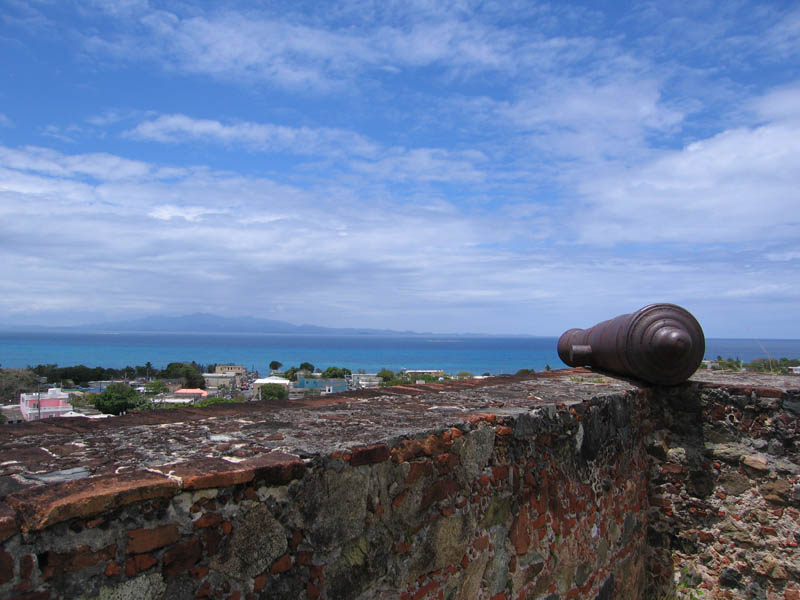
تفنگ تاریخی
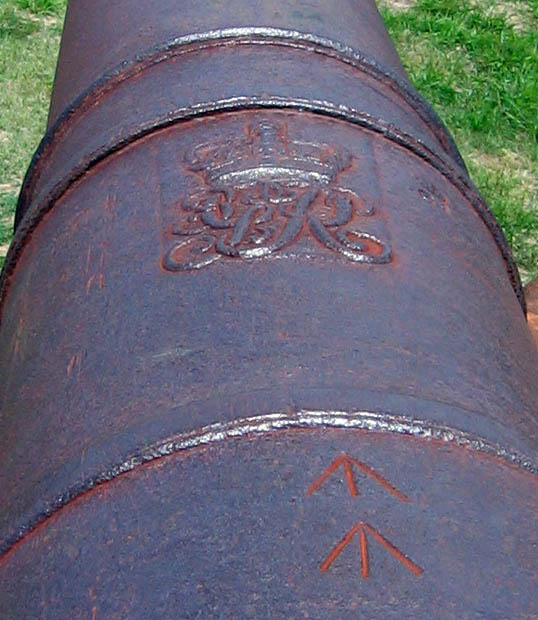
توپ فرفورژه
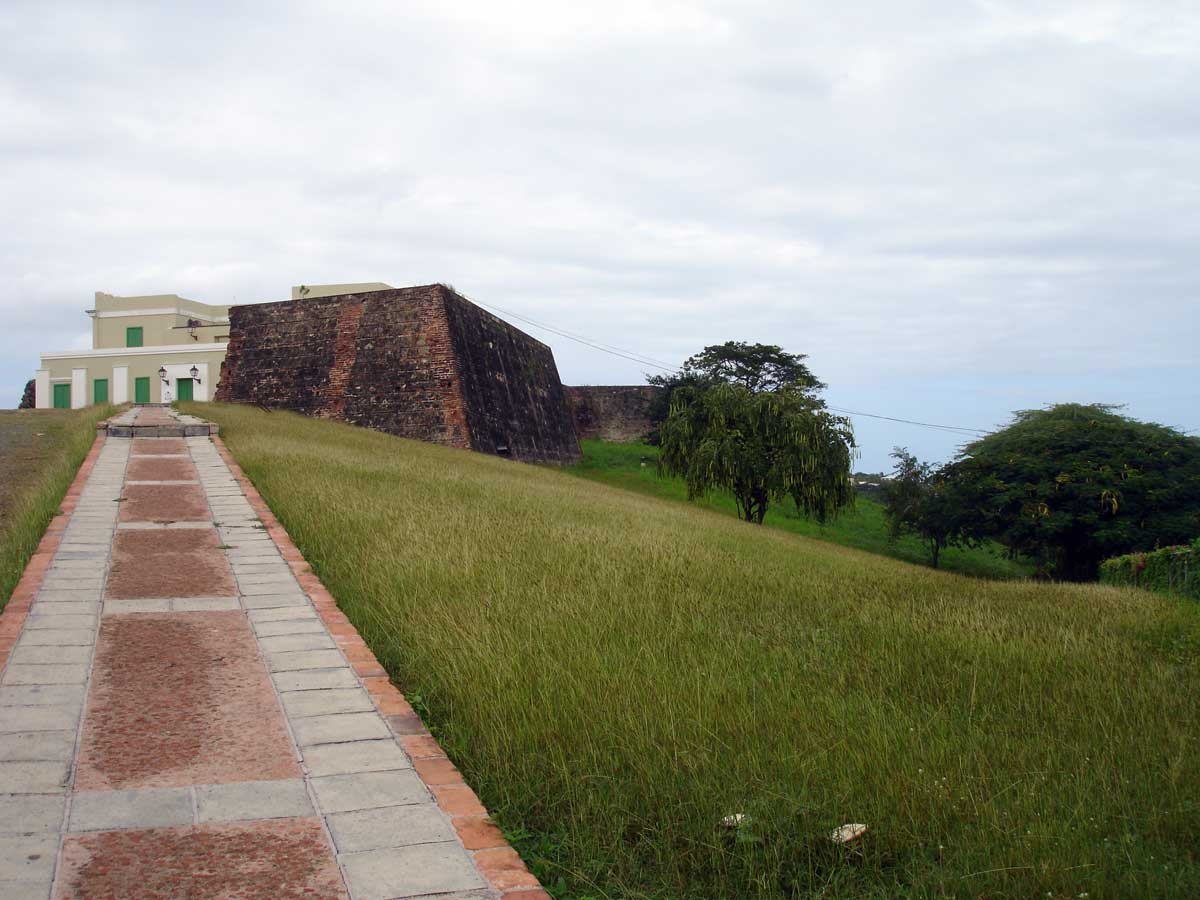
ورودی جدید موزه
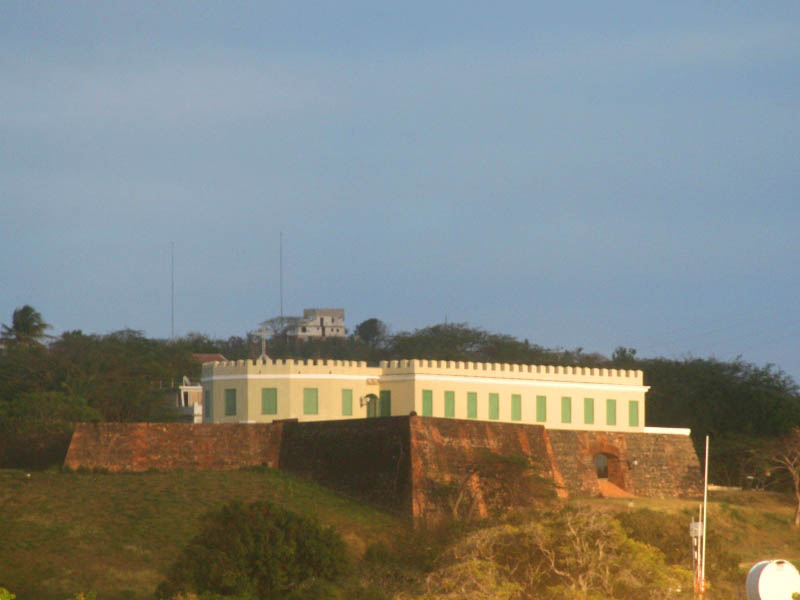
همانطور که از یک قایق دیده می‌شود
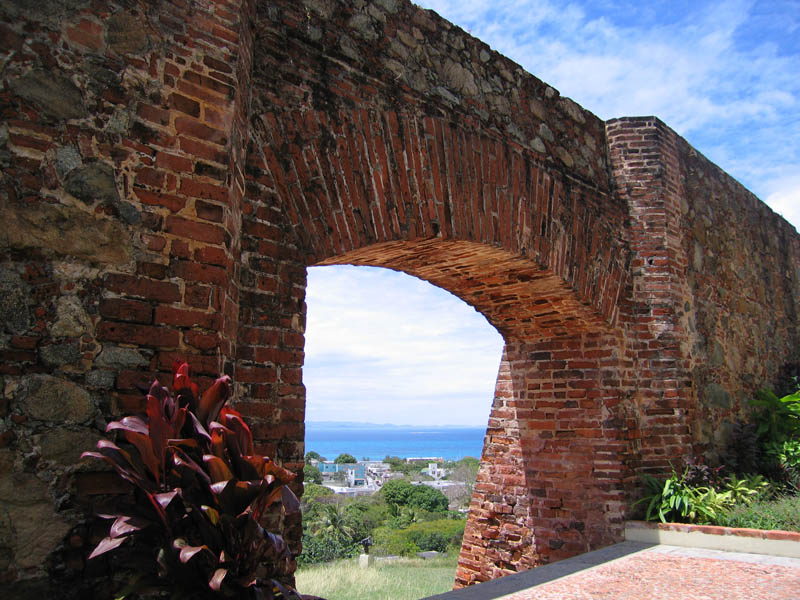
دروازه اصلی